# Richard Gay
Richard Gay, född den 6 mars 1971 i Chamonix, Frankrike, är en fransk freestyleåkare.
Han tog OS-brons i herrarnas puckelpist i samband med de olympiska freestyletävlingarna 2002 i Salt Lake City.